# ZPMC
Корпорация тяжёлого машиностроения Shanghai Zhenhua Heavy Industries Co., Ltd (сокр. ZPMC, бывш. Zhenhua Port Machinery Company) — крупнейший производитель портового, морского и судостроительного оборудования, инженерных судов и крупногабаритных металлоконструкций. ZPMC (Shanghai Zhenhua Heavy Industries Company) является дочерней компанией многопрофильного концерна Китайской компании коммуникаций и строительства/China Communications Construction Co, Ltd (СССС), занимающего 110 строчку Fortune-500 и находящегося на 3 месте в Топ-250 крупнейших международных подрядчиков.
Компании ZPMC с оборотом в 5 млрд долларов принадлежит, по отдельным позициям, до 82 % доли мирового рынка портовых и судостроительных кранов, которые поставляются в более чем 80 стран мира. В структуре ZPMC 8 производственных баз общей площадью около 7 000 000 кв. м. с общей протяжённостью береговой линии в 10 километров, собственный флот из 26 судов, позволяющий в кратчайшие сроки доставлять и монтировать оборудование. Годовая производительность цеха по производству металлоконструкций, площадью 840 000 кв. м., составляет один миллион тонн стали.

Согласно Годовому отчёту 2015, общие активы ZPMC составляют 59 020 752 259 юаней ($8,85 млрд), а операционная прибыль — 23 272 394 677 юаней ($3,49 млрд).
В 2010 г. концерн CCCC, материнская компания ZPMC, приобрёл 100 % акций американской компании Friede&Goldman (F&G), широко известной в профессиональном мире своими конструкторскими разработками для морского оборудования.
Основные виды выпускаемой продукции:
- Портовое оборудование для контейнерных терминалов — комплексные решения для 100 % автоматизации контейнерных терминалов, контейнерные перегружатели типа STS, контейнерные перегружатели на пневмоколесном ходу (RTG) и на рельсовом ходу (RMG), автоматизированные транспортные средства для контейнеров (AGV), портальные погрузчики.
- Оборудование для насыпных терминалов — стакеры-реклаймеры, судопогрузочные и судоразгрузочные машины, вагоноопрокидыватели, системы для терминалов насыпных грузов.
- Судостроительные краны — козловые краны типа «Голиаф», портальные краны грузоподъёмностью более 100 т.
- Оффшорная техника — инженерные суда, самоподъёмные буровые платформы, плавучие краны, трубоукладочные суда, кабелеукладочные суда, суда для установки оффшорных ветрогенераторов, земснаряды и землесосы, суда глубоководного бурения, суда для каменной отсыпки.
- Крупногабаритные стальные металлоконструкции — мостовые металлоконструкции, конструкции для ветровых ферм, стальные фундаменты и модули.
- Запасные части и комплектующие — для контейнерных перегружателей и морского оборудования.

## История
1992 — год основания компании Shanghai Zhenhua Port Machinery Co, Ltd (ZPMC). Портовое оборудование поступило на рынок Канады, что ознаменовало собой выход бренда ZPMC на международный рынок
1994 — портовое оборудование по обработке контейнеров впервые выходит на рынок США
1995 — восстановлено крупнейшее в мире, на тот момент, судно по перевозке особых грузов «Zhenhua № 2»
1997 — акции «Zhenhua B» (фондовый код 900947) размещены на Шанхайской фондовой бирже для последующих торгов
1998 — компания занимает первое место в мире среди конкурентов по общему количеству заказов на портовое оборудование
1999 — портовое оборудование выходит на рынок Германии
2000 — акции «Zhenhua А» (фондовый код 600320) размещены на Шанхайской фондовой бирже
2003 — завершено строительство крупнейшей в мире производственной базы тяжёлого машиностроения на о. Чансин
2004 — произведен первый в мире двойной 40-футовый причальный контейнерный кран и причальный контейнерный кран с двойной тележкой
2005 — проект «R&D и применение ключевых технологий в новом поколении портовых контейнерных кранов» получает первый приз от National Science and Technology Progress Awards
2006 — доля ZPMC на мировом рынке портового оборудования достигает 70 %. Завершено строительство крупнейшего в Азии полностью поворотного плавкрана «Hua Tian Long» грузоподъёмностью 4 000 т.
2007 — построена первая в мире демонстрационная зона погрузки/разгрузки высокоэффективного и автоматического стереоскопического контейнерного терминала
2008 — завершено строительство самого большого полностью поворотного самоходного плавкрана «Lan Jing» грузоподъёмностью 7 500т. Происходит слияние ZPMC с компанией Shanghai Port Machinery Plant Co, Ltd (SPMP)
2009 — переименование Shanghai Zhenhua Port Machinery Co, Ltd (ZPMC) в Shanghai Zhenhua Heavy Industries Co, Ltd (ZPMC)
2010 — компания получает титул Национального Исследовательского центра инженерных технологий по основному морскому оборудованию кранов и трубоукладочных барж
2011 — завершено производство металлоконструкций для проекта строительства моста из Сан-Франциско в Окленд, San Francisco-Oakland Bay Bridge
2012 — продукция ZPMC эксплуатируется более чем в 80-ти странах по всему миру
2013 — построена и передана заказчику первая буровая платформа производства компании ZPMC
2014 — проведены испытательные работы первого полностью автоматизированного контейнерного терминала — Xiamen Ocean Gate Container Terminal
2015 — Запущен проект дальнейшего развития компании «Эра компании ZPMC 4.0». Открыто представительство в России — ООО «ЗПМС»
2016 — ZPMC занимает 82 % мирового рынка портовых кранов STS